# Christoph Hartwig von Lowtzow
Christoph Hartwig von Lowtzow, auch Christopher Hartvig, Lowzow (* 10. März 1750; † 27. Februar 1830 in Reinbek) war ein deutscher Verwaltungsjurist in dänischen Diensten, Publizist und Übersetzer.

## Leben
Christoph Hartwig von Lowtzow stammte aus dem ursprünglich mecklenburgischen Adelsgeschlecht von Low(t)zow, das 1777 auch in den dänischen Adel aufgenommen wurde.  Er war ein Sohn des Obersten in russischen Diensten Friedrich-Wilhelm Hans von Lowtzow (1712–1766) auf Rensow (Prebberede) und Alt-Garz und dessen Frau Christine Wilhelmine, geb. von Lowtzow aus dem Hause Levetzow. August Friedrich von Lowtzow (1749–1820), Rittmeister, Erbherr auf Klaber und von 1805 bis 1818 Klosterhauptmann im Kloster Dobbertin, war sein älterer Bruder, der gottorfische Landvogt Carl Friedrich von Lowtzow war sein Cousin.
Nach dem Studium der Rechtswissenschaften trat Lowtzow als Kammerjunker in den Verwaltungsdienst des zum Dänischen Gesamtstaat gehörenden Herzogtums Holstein ein. In den 1780er Jahren wurde er Rat bei der holsteinischen Regierungskanzlei und Stadtpräsident in Glückstadt. 1802 kam er als Nachfolger von Andreas August von Hobe als Amtmann der verbundenen stormarnschen, ehemals gottorfischen Ämter Reinbek, Trittau und Tremsbüttel nach Reinbek. Sein Amtssitz war das Schloss Reinbek, dessen drohender Abbruch 1818 durch ein Gutachten des Regierungsbaumeisters Christian Frederik Hansen verhindert wurde. Dazu war Lowtzow Intendant (Verwaltungsleiter) der königlich-dänischen Anteile an Wandsbek und Wellingsbüttel.
In seinem Aufsichtsbereich, der durch die Nähe zu Hamburg und die beginnende Industrialisierung florierte, aber bis 1814 unter den Folgen der Franzosenzeit und der Befreiungskriege zu leiden hatte, nahm er mehrere Reformen vor und vereinheitlichte Verwaltung und Rechtsprechung. Dazu richtete er in Tremsbüttel Dinggerichte ein.
Neben seiner Amtstätigkeit wirkte Lowtzow als Übersetzer aus dem Dänischen und Französischen. Gedichte und Prosa von ihm finden sich in den von Georg Lotz (1784–1844) in Hamburg herausgegebenen Originalien aus dem Gebiete der Wahrheit, Kunst, Laune und Phantasie.
In erster Ehe war Lowtzow verheiratet mit Friederike Louise Christine, geb. von Beulwitz (1761–1803). Nach ihrem Tod heiratete er 1804 Friederike Juliane Gräfin von Schack (1762–1815). Aus der ersten Ehe stammten die Söhne Christian Friedrich von Lowtzow (* 1782 in Glückstadt; † 1847 ebenda), dänischer Oberstleutnant und Zolleinnehmer in Glückstadt, Dannebrogsmann; Carl Adolph Feodorowitsch von Lowtzow (* 1786 in Glückstadt; † 1853 in Domhof Ratzeburg) und Christian Ludwig August von Lowtzow (* 1788 in Glückstadt; † 1870 in Altona), dänischer Rittmeister.

## Auszeichnungen
- Königlich Dänischer Kammerherr (1780)
- Titel Geheimer Konferenzrat (28. Januar 1817)[8]
- Dannebrogorden
  - Ritter (31. Juli 1815)
  - Großkreuz (1. August 1829)

## Werke
- Instruction für die Vogteien der Dorfs- und sonstigen Districte, in den zu einer Präfectur verbundenen Ämtern Reinbeck, Trittau und Tremsbüttel und des Gutes Mönkenbrock. Schleswig: Serringhausen 1804, Digitalisat, Staats- und Universitätsbibliothek Hamburg

### Übersetzungen
- Charles de Pougens: Die vier Alter. Schleswig; Leipzig: Tauchnitz 1820
- Adam Oehlenschläger: Erik und Abel. Ein Trauerspiel. Schleswig 1821
- Driancourt. Eine wahre Geschichte. Aus dem Französischen, Schleswig 1821